# Oakmord
Oakmord ist eine 2019 gegründete Funeral-Doom-Band.

## Geschichte
Die ehemaligen My-Shameful-Mitglieder Jürgen Fröhling und Sami Rautio initiierten Oakmord 2019. Rautio betonte im Interview gegenüber No Clean Singing, dass Oakmord nicht als Fortführung von My Shameful angedacht sei. Die Kooperation mit Fröhling entstand, nachdem Rautio Fröhling Ideen für Musikstücke mit der Bitte um dessen Meinung zugesandt hatte. Oakmord sollte als Band mit einer anderen emotionalen Ausrichtung und musikalischen Herangehensweise gegenüber der früheren Band gestaltet werden. Ähnlichkeiten seien dennoch über das Songwriting der gleichen Musiker gegeben. Das von beiden im digitalen Austausch separat in Finnland und Deutschland aufgenommene Debüt We Were Always Alone erschien im folgenden Jahr als Musikdownload im Selbstverlag über Bandcamp und als CD über Wroth Emitter. Alexey Pyshkin von Halter machte Wroth Emitter auf das Projekt aufmerksam, derweil Rautio sich nicht um diesen oder sonstige Verträge bemühte. Vielmehr habe er ein Talent, die eigene Arbeit nicht zu vermarkten.
Die internationale Resonanz auf das Debüt fiel überwiegend positiv aus. Das Album wurde für Stormbringer.at als vielseitig und dennoch „wie aus einem Guss“ gelobt. Auch weitere Rezensionen lobten die Veröffentlichung als eine einheitliche Erfahrung und zugleich musikalisch vielschichtige Veröffentlichung von besonders hoher Qualität und Erwartungen sowie Hoffnungen auf eine Fortführung des Projektes. Es sei perfekt, um sich mit der eigenen Traurigkeit in Einklang zu bringen, hieß es für das italienische Aristocrazia Webzine.
Im Jahr 2024 erschien End of a Dream als zweites Album auf dem belgischen Label Meuse Music Records.

## Stil
Die Musik von Oakmord wird dem Funeral Doom zugerechnet. Rautio plante, entgegen der Arbeit mit My Shameful, ein Keyboard als Instrument ein und beschreibt die Musik von Oakmord als harmonischer und melodiöser gegenüber dem früheren Projekt. Diese Änderung sei vornehmlich im Riffing und Rhythmus wahrzunehmen. Der gutturale Gesang wird nicht Funeral-Doom-typisch als Growling, sondern mehr als „kratzig“ wahrgenommen. Die Musik ist indes genrekonform langsam gehalten und als solche um das Gitarren- und Schlagzeugspiel arrangiert. Hinzukommend wird auf den Einsatz von Verzerrungen und weiteren Verfremdungen verwiesen. So würde „gewalzt, gelitten, Atmosphäre erzeugt, geknarzt, verzerrt, Ruhe genossen und vor innerem Schmerz geschrien.“

## Diskografie
- 2020: We Were Always Alone (Album, Wroth Emitter)
- 2024: End of a Dream (Album, Meuse Music Records)
- 2025: Take the Step (Album, Meuse Music Records)